# Astrid Debold-Kritter
Astrid Debold-Kritter (eigentlich Astrid Debold-von Kritter) (* 25. März 1939 in Berlin; † 5. Mai 2024) war eine deutsche Kunsthistorikerin, Denkmalpflegerin und Hochschullehrerin.

## Ausbildung und Wirken
Astrid Debold-Kritter wuchs in Verden an der Aller und Bad Homburg vor der Höhe auf, absolvierte 1958 das Abitur und schloss zunächst 1960 eine Ausbildung an der Staatlichen Lehranstalt für Photographie in München mit der Gesellenprüfung ab. Dann studierte sie Kunstgeschichte, Archäologie und Romanistik an der Universität München, der Universität Frankfurt/Main und der Freien Universität Berlin. Sie promovierte 1970 an der FU Berlin zum Dr. phil. mit einer Dissertation zur Florentinischen Frührenaissancemalerei, die 1975 als Buch veröffentlicht wurde. Während des Studiums pflegte Astrid Debold-Kritter eine Vorliebe zur Bau- und Kunstgeschichte in Italien. Sie war Stipendiatin des DAAD an der Bibliotheca Hertziana in Rom. 1966 war sie – noch unter ihrem Jugendnamen Astrid von Kritter – mit Fotoarbeiten für den Dogenpalast in Mantua beschäftigt. Anfang der 1970er-Jahre engagierte sie sich gemeinsam mit ihrem Mann, dem Architekten und Stadtplaner Peter Debold, in der Stadtentwicklung und Stadterhaltung von Bologna (Italien), wozu auch erste Veröffentlichungen erschienen.
Nach dem Studium war Debold-Kritter ab Mitte der 1970er Jahre von München aus über 20 Jahre lang beruflich in der Denkmälerinventarisation, in der städtebaulichen Denkmalpflege und in der angewandten kulturwissenschaftlichen Forschung tätig. So war sie 1976–1981 Mitarbeiterin im Stadtplanungsamt Augsburg, wirkte in den 1980er-Jahren bei Untersuchungen der Berliner Luisenstadt im Rahmen der Internationalen Bauausstellung sowie bei der Neubearbeitung des 1991 erschienenen Dehio-Handbuchs für Regensburg und die Oberpfalz (Bayern, Bd. 5) mit und nahm Lehraufträge in Augsburg, München und Regensburg wahr.
Ab Wintersemester 1991/92 übernahm sie für 10 Jahre die neu geschaffene Professur für Denkmalpflege an der Technischen Universität Berlin mit der Leitung des Fachgebiets Denkmalpflege und dem inhaltlichen Schwerpunkt für Städtebauliche Denkmalpflege. Das am Institut für Stadt- und Regionalplanung (ISR) angesiedelte Fachgebiet Denkmalpflege war seit der Emeritierung von Friedrich Mielke 1980 vakant und wurde von ihr und ihren mit eingestellten Mitarbeitern Eckart Rüsch und Uta Hengelhaupt neu wiederaufgebaut, wofür Debold-Kritter beträchtliche Berufungsmittel ausgehandelt hatte.
Lehr- und Forschungsschwerpunkte des Fachgebiets in dieser Zeit waren Baugeschichtsforschungen sowie die Analyse historischer Dorf- und Stadtsiedlungen, um sie als denkmalkundliche Grundlagen in behutsame Erhaltungs- und Entwicklungskonzepte der Stadtplanung einzubinden. Debold-Kritters Themen lagen allgemein in der Stadt- und Architekturgeschichte des 18. bis 20. Jahrhunderts und speziell u. a. in der Erforschung der Wilhelm-Staab-Straße in Potsdam, der Ost-Berliner Dörfer, der Altstadt von Nauen und der Altstadt von Terezín (Theresienstadt) in Tschechien, wozu sie jeweils auch wissenschaftliche Veröffentlichungen vorlegte. Von 1998 bis 2002 war sie Beauftragte für die Kooperationsbeziehung der TU Berlin (Institut für Stadt- und Regionalplanung) mit der Architektur-Fakultät der Politechnika Warszawska (Technische Universität, Warschau/Polen). 2002 emeritierte Debold-Kritter; ihre Nachfolgerin wurde Gabi Dolf-Bonekämper, die das Lehrgebiet zunächst als Gastprofessorin vertrat und 2005 Fachgebiet und Professur ganz übernahm.
Nach der Emeritierung verlegte Astrid Debold-Kritter ihren Lebensmittelpunkt zeitweise wieder zurück nach München. Von dort aus wirkte sie u. a. bei der Inventarisation der Stadt Landsberg am Lech mit. Ein weiteres Forschungsprojekt an der TU Berlin befasste sich seit 2005 mit der historischen Stadt- und Kulturlandschaft von Istanbul/Türkei und dabei auch mit der Voyage pittoresque des Zeichner-Architekten Anton Ignaz Melling. In diesem Zusammenhang war sie 2006 Mitglied der internationalen ICOMOS-Expertenkommission „Review Mission to World Heritage Historic Areas of Istanbul“.
Ein wissenschaftlicher Vorlass von Astrid Debold-Kritter wird im Universitätsarchiv der TU Berlin aufbewahrt. Ein weiterer wissenschaftlicher Teil-Vorlass befindet sich im Stadtarchiv Augsburg (Historische Fotografien von Augsburg).

## Schriften (Auswahl)
Umfangreiches Schriftenverzeichnis (Stand 2012) auf ub.tu-berlin.de (Digitalisat, PDF im Internet Archive, Kopie vom 24. Juli 2021)
- Das Konzept zur Erhaltung des Centro Storico von Bologna, in: Deutsche Kunst und Denkmalpflege, Jg. 30, 1972, S. 1–24.
- (mit Monika Steinhauser) Das Gögginger Kurtheater bei Augsburg – Eine Glas-Eisen-Konstruktion, in: Kunstchronik, Jg. 26, 1973, Heft 10 (Oktober), S. 321–323. (Digitalisat ohne die zugehörigen Abbildungen, abgerufen am 25. Juli 2021)
- (mit Peter Debold): Die Planungspolitik Bolognas. Stadtentwicklung und Stadterhaltung. In: Bauwelt, Nr. 33/1974, S. 1112–1134.
- Studien zum Petruszyklus in der Brancaccikapelle. Hochschulschrift, kunstwissenschaftliche Dissertation an der Freien Universität Berlin, 1975.
- (mit Peter Debold) Das Konzept der Stadterhaltung von Bologna. Thesen zur Übertragbarkeit, in: Lübeck, die Altstadt als Denkmal. Hrsg. Michael Brix, München 1975, S. 95–109.
- Gestaltungsverordnungen im Altstadtbereich, in: Bauwelt, Jg. 68, 1977, Heft 13, S. 443–450.
- Augsburg in frühen Photographien 1860–1914, Schirmer-Mosel Verlag, München 1979.
- Das Kurhaustheater in Augsburg-Göggingen und seine Wiederentdeckung, in: Das Kurhaustheater in Augsburg-Göggingen. München 1982 (= Arbeitshefte des Bayerischen Landesamts für Denkmalpflege, 14), S. 6–9.
- Stadtsanierung und Stadterneuerung. Historische Untersuchungen von Planern, in: Kritische Berichte, Heft 3/1988, S. 80–84.
- (mit Mechthild Berger) Das Ortsbild von Augsburg. Historisch-topographische Beschreibung einer Großstadt. Bestandsaufnahme von Siedlungs- und Baustruktur. Grundlagen zur Stadtgestaltungsplanung. Mit einem Vorwort von Friedrich-Hermann Staab, (= Angewandte Sozialgeographie, Nr. 19), Lehrstuhl für Sozial- und. Wirtschaftsgeographie der Universität Augsburg, Augsburg 1989. (Inhaltsverzeichnis auf d-nb-info, abgerufen am 25. Juli 2021)
- Katasterpläne als Quelle für Dorfinventarisation und Landschaftsbeschreibung, in: Beiträge zur Heimatforschung, Wilhelm Neu zum 70. Geburtstag. München 1991 (= Arbeitsheft 54 des Bayerischen Landesamts für Denkmalpflege), S. 14–18.
- (Mitarbeit), Georg Dehio, Handbuch der Deutschen Kunstdenkmäler, Bayern V: Regensburg und die Oberpfalz, bearbeitet von Jolanda Drexler und Achim Hubel, unter Mitarbeit von Astrid Debold-Kritter. Deutscher Kunstverlag, München 1991. ISBN 3-422-03011-5
- Bemerkungen zu einem Projekt im Fachgebiet Denkmalpflege am Institut für Stadt- und Regionalplanung der Technischen Universität Berlin: Dörfer in Berlin (Ost), in: Baukammer Berlin, Heft 3/92 (1992, Sonderheft „Denkmalpflege“), S. 36–40.
- Potsdam. Zum Wiederaufbau der Wilhelm-Staab-Straße, in: Brandenburgische Denkmalpflege, Jg. 4, 1995, Heft 1, S. 79–86.

- Zur Beurteilung von Windkraftanlagen in der historischen Kulturlandschaft des Niederoderbruchs. Studienprojekt im Institut für Stadt- und Regionalplanung der Technischen Universität Berlin 1996/97. (Bericht, auf oderbruchpavillon.de, Stand September 1997, abgerufen am 25. Juli 2021)

- Istanbul – Risks in the Historic Urban Topography? Visual Impact Assessment Study of Istanbul, in: Heritage at Risk / Patrimoine en Péril / Patrimonio en Peligro, ICOMOS World Report 2006/2007 on Monuments an Sites in Danger. Hrsg. Michael Petztet, John Ziesemer, E. Reinhold-Verlag, Altenburg 2008, ISBN 978-3-937940-47-2, S. 159–164. (Digitalisat des Gesamtheftes auf openarchive.icomos.org, abgerufen am 25. Juli 2021)
- Terezín / Theresienstadt – europäische Festungsanlage und europäischer Gedenkort des Holocaust, in: Weltkulturerbe und Europäisches Kulturerbe-Siegel in Deutschland. Potentiale und Nominierungsvorschläge, hrsg. von Sigrid Brandt, Jörg Haspel und Michael Petzet, Hendrik Bäßler Verlag, Berlin 2011 (= ICOMOS, Hefte des Deutschen Nationalkomitees, 51), ISBN 978-3-930388-26-4, S. 107–109 (Digitalisat, abgerufen am 24. Juli 2021)
- Beitrag zur Diskussion über Terezín/Theresienstadt als Festungsstadt und Gedenkort des Holocaust für das Europäische Kultursiegel, in: kunsttexte.de, Nr. 1, 2010 (Digitalisat, abgerufen am 25. Mai 2024)
- Mellings Darstellung des multi-ethnischen Lebens in Konstantinopel um 1800. Voyage pittoresque de Constantinople et des Rives du Bosphore, in: Eothen, Münchner Beiträge zur Geschichte der islamischen Kunst und Kultur, Hrsg. Vorstand der Gesellschaft der Freunde islamischer Kunst und Kultur, Bd. 5, 2012, S. 31–71.